# 木村英俊
木村 英俊（きむら ひでとし、1934年6月10日 - 2019年7月16日）は、北海道出身の音楽プロデューサー。ジーベック音楽出版代表取締役。
実娘はシンガーソングライターの木屋響子（本名・木村恭子）。妻はマリンバ奏者の安倍圭子。

## 略歴
慶應義塾高等学校、慶應義塾大学経済学部卒業。日東金属鉱山を経て、1963年に日本コロムビア入社。1965年に志願して営業部から学芸部へ移籍し、1977年から学芸部長、1989年から制作本部長を歴任した。アニメーション作品・特撮作品の楽曲や子供向けの楽曲をプロデュースし、日本コロムビアの隆盛期の一分野を担う。
1992年、日本コロムビアが新規設立したグループ会社「フォルテミュージックエンタテインメント」(FME)の社長に就任。しかし、日本コロムビア社長との間に意見の相違が生じて、木村はFME社長を自ら退任する。FMEは「コロムビア・エデュテインメント」と改名してアニメ音楽専門となり、木村は本格的に独立して「ジーベック音楽出版」を設立。

## 人物・エピソード
- 仮面ライダーシリーズでは第1作『仮面ライダー』から音楽制作に携わり、同シリーズの楽曲展開を指揮した[1]。仮面ライダー10号の記念盤として制作された『ドラゴン・ロード』では要職についていたため直接携わることが出来ず、もっとやるべきことがあったのではないかという想いを抱いている[1]。
- 高等学校時代、病の時、本人の強い意志によりカトリック信徒になる（洗礼名アウグスティヌスス、洗礼献身後の洗礼名パウロ）。

- 歌手を辞めて作曲家へ転向しようとしていた水木一郎にアニメソングを歌う事を薦めた人物。

## 著書
- 「THEアニメ・ソング―ヒットはこうして作られた」（角川書店、1999年、ISBN 9784048531528）
- 「TVアニメ・ソング25年史」
- 「アニメ・ソング制作に魅せられて―アニメ・ソング制作の真実 TVアニメ&特撮ソング・26年史」（ジーベック音楽出版、2017年、ISBN 9784916114518）